# شبی در راکسبری
شبی در راکسبری (به انگلیسی: A Night at the Roxbury) فیلمی ۸۱ دقیقه‌ای به کارگردانی جان فورتنبری با بازی ویل فرل، کریس کاتان، مالی شنون، لونی اندرسون، دن هدایا و جنیفر کولیج است.